# Lista de recordes da Major League Baseball em home runs
Esta é uma lista de alguns recordes de beisebol relativos à home runs em partidas jogadas pela Major League Baseball. Alguns recordes da Major League são suficientemente notáveis para terem suas próprias páginas, como por exemplo o  clube dos 500 home runs. Outros são mantidos em páginas separadas, como os listados abaixo.
Nas tabelas abaixo, jogadores marcados em negrito  ainda estão ativos, enquanto (r) denota um jogador novato.

## Seis ou mais temporadas com 40 home runs
| Jogador          | Temporadas | Temporadas e times                                                                                                |
| ---------------- | ---------- | --- |
| Babe Ruth        | 11         | 1920–21, 1923–24, 1926–32 (New York Yankees)                                                                      |
| Harmon Killebrew | 8          | 1959, 1961–64, 1967, 1969–70 (Washington Senators/Minnesota Twins)                                                |
| Hank Aaron       | 8          | 1957, 1960, 1962–63, 1966, 1969, 1971, 1973 (Milwaukee/Atlanta Braves)                                            |
| Barry Bonds      | 8          | 1993, 1996–97, 2000–04 (San Francisco Giants)                                                                     |
| Alex Rodriguez   | 8          | 1998–2000 (Seattle Mariners), 2001–03 (Texas Rangers), 2005, 2007 (New York Yankees)                              |
| Ken Griffey Jr.  | 7          | 1993–94, 1996–99 (Seattle Mariners), 2000 (Cincinnati Reds)                                                       |
| Sammy Sosa       | 7          | 1996, 1998–2003 (Chicago Cubs)                                                                                    |
| Albert Pujols    | 7          | 2003–06, 2009–10 (St. Louis Cardinals), 2015 (Los Angeles Angels of Anaheim)                                      |
| Mark McGwire     | 6          | 1987, 1992, 1996 (Oakland Athletics), 1997 (Oakland Athletics/St. Louis Cardinals), 1998–99 (St. Louis Cardinals) |
| Jim Thome        | 6          | 1997, 2001–02 (Cleveland Indians), 2003–04 (Philadelphia Phillies) 2006 (Chicago White Sox)                       |
| Adam Dunn        | 6          | 2004–08 (Cincinnati Reds), 2008 (Arizona Diamondbacks), 2012 (Chicago White Sox)                                  |

## Cinco ou mais temporadas consecutivas com 40 home runs
| Jogador         | Temporadas | Times e temporadas                                     |
| --------------- | ---------- | ------------------------------------------------------ |
| Babe Ruth       | 7          | 1926–32 (New York Yankees)                             |
| Alex Rodriguez  | 6          | 1998–2000 (Seattle Mariners), 2001–03 (Texas Rangers)  |
| Sammy Sosa      | 6          | 1998–2003 (Chicago Cubs)                               |
| Ralph Kiner     | 5          | 1947–51 (Pittsburgh Pirates)                           |
| Duke Snider     | 5          | 1953–57 (Brooklyn Dodgers)                             |
| Ken Griffey Jr. | 5          | 1996–99 (Seattle Mariners), 2000 (Cincinnati Reds)     |
| Barry Bonds     | 5          | 2000–04 (San Francisco Giants)                         |
| Adam Dunn       | 5          | 2004–08 (Cincinnati Reds), 2008 (Arizona Diamondbacks) |

## Onze ou mais temporadas com 30 home runs
| Jogador        | Temporadas | Temporadas e times |
| -------------- | ---------- | --- |
| Hank Aaron     | 15         | 1957–63, 1965–67, 1969–73 (Milwaukee/Atlanta Braves)                                                                      |
| Alex Rodriguez | 15         | 1996, 1998–2000 (Seattle Mariners), 2001–03 (Texas Rangers), 2004–10, 2015 (New York Yankees)                             |
| Barry Bonds    | 14         | 1990, 1992 (Pittsburgh Pirates), 1993–2004 (San Francisco Giants)                                                         |
| Albert Pujols  | 14         | 2001–11 (St. Louis Cardinals), 2012, 2015-2016 (Los Angeles Angels)                                                       |
| Babe Ruth      | 13         | 1920–24, 1926–33 (New York Yankees)                                                                                       |
| Mike Schmidt   | 13         | 1974–77, 1979–87 (Philadelphia Phillies)                                                                                  |
| Jimmie Foxx    | 12         | 1929–35 (Philadelphia Athletics), 1936–40 (Boston Red Sox)                                                                |
| Manny Ramírez  | 12         | 1995–96, 1998–2000 (Cleveland Indians), 2001–06 (Boston Red Sox), 08 (Boston-Los Angeles Dodgers)                         |
| Jim Thome      | 12         | 1996–2002 (Cleveland Indians), 2003–04 (Philadelphia Phillies), 2006–08 (Chicago White Sox)                               |
| Frank Robinson | 11         | 1956, 1958–62, 1965 (Cincinnati Reds), 1966–67, 1969 (Baltimore Orioles), 1973 (California Angels)                        |
| Willie Mays    | 11         | 1954–57, 1959, 1961–66 (New York/San Francisco Giants)                                                                    |
| Mark McGwire   | 11         | 1987–90, 1992, 1995–96 (Oakland Athletics), 1997 (Oakland Athletics/St. Louis Cardinals), 1998–2000 (St. Louis Cardinals) |
| Sammy Sosa     | 11         | 1993, 1995–2004 (Chicago Cubs)                                                                                            |
| Carlos Delgado | 11         | 1997–2004 (Toronto Blue Jays), 2005 (Florida Marlins), 2006, 2008 (New York Mets)                                         |

## Oito ou mais temporadas consecutivas com 30 home runs
| Jogador         | Temporadas | Temporadas e times                                                                                                 |
| --------------- | ---------- | --- |
| Alex Rodriguez  | 13         | 1998–2000 (Seattle Mariners), 2001–03 (Texas Rangers), 2004–10 (New York Yankees)                                  |
| Barry Bonds     | 13         | 1992 (Pittsburgh Pirates), 1993–2004 (San Francisco Giants)                                                        |
| Albert Pujols   | 12         | 2001–11 (St. Louis Cardinals), 2012 (Los Angeles Angels)                                                           |
| Jimmie Foxx     | 12         | 1929–35 (Philadelphia Athletics), 1936–40 (Boston Red Sox)                                                         |
| Sammy Sosa      | 10         | 1995–2004 (Chicago Cubs)                                                                                           |
| Carlos Delgado  | 10         | 1997–2004 (Toronto Blue Jays), 2005 (Florida Marlins), 2006 (New York Mets)                                        |
| Lou Gehrig      | 9          | 1929–37 (New York Yankees)                                                                                         |
| Eddie Mathews   | 9          | 1953–61 (Milwaukee Braves)                                                                                         |
| Mike Schmidt    | 9          | 1979–87 (Philadelphia Phillies)                                                                                    |
| Rafael Palmeiro | 9          | 1995–98 (Baltimore Orioles), 1999–2003 (Texas Rangers)                                                             |
| Jim Thome       | 9          | 1996–2002 (Cleveland Indians), 2003–04 (Philadelphia Phillies)                                                     |
| Manny Ramírez   | 9          | 1998–2000 (Cleveland Indians), 2001–06 (Boston Red Sox)                                                            |
| Babe Ruth       | 8          | 1926–33 (New York Yankees)                                                                                         |
| Albert Belle    | 8          | 1992–96 Cleveland Indians; 1997–98 Chicago White Sox; 1999 Baltimore Orioles                                       |
| Mike Piazza     | 8          | 1995–97 (Los Angeles Dodgers), 1998 (Los Angeles Dodgers/Florida Marlins/New York Mets), 1999–2002 (New York Mets) |
| Jeff Bagwell    | 8          | 1996–2003 (Houston Astros)                                                                                         |
| Mark Teixeira   | 8          | 2004–07 (Texas Rangers); 2007–08 (Atlanta Braves); 2008 (Los Angeles Angels); 2009–11 (New York Yankees)           |
| Mickey Mantle   | 8          | 1955-62 (New York Yankees)                                                                                         |

## Quinze ou mais temporadas com 20 home runs
| Nome            | Temporadas | Temporadas e times |
| --------------- | ---------- | --- |
| Hank Aaron      | 20         | 1955–74 (Milwaukee/Atlanta Braves) |
| Barry Bonds     | 19         | 1987–88, 90–92 (Pittsburgh Pirates), 1993–2004, 2006–07 (San Francisco Giants) |
| Willie Mays     | 17         | 1951, 1954–68, 1970 (New York/San Francisco Giants) |
| Frank Robinson  | 17         | 1956–65 (Cincinnati Reds), 1966–67, 1969–71 (Baltimore Orioles), 1973 (California Angels), 1974 (California Angels/Cleveland Indians)                                                                                      |
| Albert Pujols   | 17         | 2001-11 (St. Louis Cardinals), 2012, 2014-17, 2019 (Los Angeles Angels) |
| Babe Ruth       | 16         | 1919 (Boston Red Sox), 1920–34 (New York Yankees) |
| Ted Williams    | 16         | 1939–42, 1946–51, 1954–58, 1960 (Boston Red Sox) |
| Jim Thome       | 16         | Cleveland Indians, Philadelphia Phillies, Chicago White Sox, Minnesota Twins |
| Reggie Jackson  | 16         | 1968–75 (Oakland Athletics), 1976 (Baltimore Orioles), 1977–80 (New York Yankees), 1982, 1984–85 (California Angels) |
| Eddie Murray    | 16         | 1977–85, 1987–88 (Baltimore Orioles), 1989–90 (Los Angeles Dodgers), 1993 (New York Mets), 1995 (Cleveland Indians), 1996 (Cleveland Indians/Baltimore Orioles)                                                            |
| Alex Rodriguez  | 16         | 1996–2000 (Seattle Mariners), 2001–03 (Texas Rangers), 2004–10, 2015 (New York Yankees) |
| Fred McGriff    | 15         | 1987–90 (Toronto Blue Jays), 1991–92 (San Diego Padres), 1993 (San Diego Padres/Atlanta Braves), 1994–97 (Atlanta Braves), 1999–2000 (Tampa Bay Devil Rays), 2001 (Tampa Bay Devil Rays/Chicago Cubs), 2002 (Chicago Cubs) |
| Mel Ott         | 15         | 1929–39, 1941–42, 1944–45 (New York Giants) |
| Willie Stargell | 15         | 1964–76, 1978–79 (Pittsburgh Pirates) |
| Dave Winfield   | 15         | 1974, 1977–80 (San Diego Padres), 1982–83, 1985–88 (New York Yankees), 1990 (New York Yankees/California Angels), 1991 (California Angels), 1992 (Toronto Blue Jays), 1993 (Minnesota Twins)                               |
| Ken Griffey Jr. | 15         | 1990–94, 1996–99 (Seattle Mariners), 2000–01, 2004–07 (Cincinnati Reds) |
| David Ortiz     | 15         | 2002 (Minnesota Twins), 2003–2016 (Boston Red Sox) |

## Treze ou mais temporadas consecutivas com 20 home runs
| Jogador         | Temporadas | Temporadas e times                                                                               |
| --------------- | ---------- | ------------------------------------------------------------------------------------------------ |
| Hank Aaron      | 20         | 1955–74 (Milwaukee/Atlanta Braves)                                                               |
| Babe Ruth       | 16         | 1919 (Boston Red Sox), 1920–34 (New York Yankees)                                                |
| Willie Mays     | 15         | 1954–68 (New York/San Francisco Giants)                                                          |
| Barry Bonds     | 15         | 1990–92 (Pittsburgh Pirates), 1993–2004 (San Francisco Giants)                                   |
| Alex Rodriguez  | 15         | 1996–2000 (Seattle Mariners), 2001–03 (Texas Rangers), 2004–10 (New York (AL))                   |
| David Ortiz     | 15         | 2002 (Minnesota Twins), 2003-2016 (Boston Red Sox)                                               |
| Eddie Mathews   | 14         | 1952–65 (Boston/Milwaukee Braves)                                                                |
| Rafael Palmeiro | 14         | 1991–93, 1999–2004 (Texas Rangers), 1994–98 (Baltimore Orioles)                                  |
| Manny Ramírez   | 14         | 1995–2000 (Cleveland Indians), 2001–07 (Boston Red Sox), 08 (Boston Red Sox/Los Angeles Dodgers) |
| Chipper Jones   | 14         | 1995–2008 (Atlanta Braves)                                                                       |
| Billy Williams  | 13         | 1961–73 (Chicago Cubs                                                                            |
| Willie Stargell | 13         | 1964–76 (Pittsburgh Pirates)                                                                     |
| Reggie Jackson  | 13         | 1968–75 (Oakland Athletics), 1976 (Baltimore Orioles), 1977–80 (New York Yankees)                |
| Carlos Delgado  | 13         | 1996–2004 (Toronto Blue Jays), 2005 (Florida Marlins), 2006–08 (New York Mets)                   |

## Líder na liga em home runs, 5 ou mais temporadas
| Jogador          | Títulos | Anos e temporadas                                                      |
| ---------------- | ------- | ---------------------------------------------------------------------- |
| Babe Ruth        | 12      | 1918–19 (Boston Red Sox), 1920–21, 1923–24, 1926–31 (New York Yankees) |
| Mike Schmidt     | 8       | 1974–76, 1980–81, 1983–84, 1986 (Philadelphia Phillies)                |
| Ralph Kiner      | 7       | 1946–52 (Pittsburgh Pirates)                                           |
| Gavvy Cravath    | 6       | 1913–15, 1917–19 (Philadelphia Phillies)                               |
| Mel Ott          | 6       | 1932, 1934, 1936–38, 1942 (New York Giants)                            |
| Harmon Killebrew | 6       | 1959, 1962–64, 1967, 1969 (Washington Senators/Minnesota Twins)        |

veja nota1

## Líder na liga em home runs, 3 ou mais temporadas consecutivas
| Jogador          | Títulos | Temporadas e times                         |
| ---------------- | ------- | ------------------------------------------ |
| Ralph Kiner      | 7       | 1946–52 Pittsburgh                         |
| Babe Ruth        | 6       | 1926–31 New York (AL)                      |
| Harry Davis      | 4       | 1904–07 Philadelphia (AL)                  |
| Frank Baker      | 4       | 1911–14 Philadelphia (AL)                  |
| Babe Ruth        | 4       | 1918–19 Boston (AL); 1920–21 New York (AL) |
| Gavvy Cravath    | 3       | 1913–15 Philadelphia (NL)                  |
| Gavvy Cravath    | 3       | 1917–19 Philadelphia (NL)                  |
| Hack Wilson      | 3       | 1926–28 Chicago (NL)                       |
| Chuck Klein      | 3       | 1931–33 Philadelphia (NL)                  |
| Harmon Killebrew | 3       | 1962–64 Minnesota                          |
| Mike Schmidt     | 3       | 1974–76 Philadelphia (NL)                  |
| Ken Griffey Jr.  | 3       | 1997–99 Seattle                            |
| Alex Rodriguez   | 3       | 2001–03 Texas                              |

veja nota1

## Líder na Liga em home runs, três décadas
| Jogador   | Década e time                                                 |
| --------- | ------------------------------------------------------------- |
| Babe Ruth | 1919 (Boston Red Sox), 20–21, 23–24, 26–31 (New York Yankees) |

## Líder na Liga em home runs, ambas ligas
| Jogador      | Liga, time e ano                                                      |
| ------------ | --------------------------------------------------------------------- |
| Sam Crawford | NL: Cincinnati Reds (1901), AL: Detroit Tigers (1908)                 |
| Fred McGriff | AL: Toronto Blue Jays (1989), NL: San Diego Padres (1992)             |
| Mark McGwire | AL: Oakland Athletics (1987, 1996), NL: St. Louis Cardinals (1998–99) |

## Líder na Liga em home runs, três times diferentes
| Jogador        | Times e anos                                                                      |
| -------------- | --------------------------------------------------------------------------------- |
| Reggie Jackson | Oakland Athletics (1973, 1975), New York Yankees (1980), California Angels (1982) |

## Quatro home runs por um jogador em um jogo
| Jogador         | Time                  | Data                   | Oponente               | Local                       |
| --------------- | --------------------- | ---------------------- | ---------------------- | --------------------------- |
| Bobby Lowe      | Boston Beaneaters     | 30 de Maio de 1894     | Cincinnati Reds        | South End Grounds           |
| Ed Delahanty2   | Philadelphia Phillies | 13 de Julho de 1896    | Chicago Colts          | West Side Grounds           |
| Lou Gehrig      | New York Yankees      | 3 de Junho de 1932     | Philadelphia Athletics | Shibe Park                  |
| Chuck Klein     | Philadelphia Phillies | 10 de Julho de 1936    | Pittsburgh Pirates     | Forbes Field                |
| Pat Seerey      | Chicago White Sox     | 18 de Julho de 1948    | Philadelphia Athletics | Shibe Park                  |
| Gil Hodges      | Brooklyn Dodgers      | 31 de Agosto de 1950   | Boston Braves          | Ebbets Field                |
| Joe Adcock      | Milwaukee Braves      | 31 de Julho de 1954    | Brooklyn Dodgers       | Ebbets Field                |
| Rocky Colavito  | Cleveland Indians     | 10 de Junho de 1959    | Baltimore Orioles      | Memorial Stadium            |
| Willie Mays     | San Francisco Giants  | 30 de Abril de 1961    | Milwaukee Braves       | Milwaukee County Stadium    |
| Mike Schmidt    | Philadelphia Phillies | '7 de Abril de 1976    | Chicago Cubs           | Wrigley Field               |
| Bob Horner2     | Atlanta Braves        | 6 de Julho de 1986     | Montréal Expos         | Fulton County Stadium       |
| Mark Whiten     | St. Louis Cardinals   | 7 de Setembro de 1993  | Cincinnati Reds        | Riverfront Stadium          |
| Mike Cameron    | Seattle Mariners      | 2 de Maio de 2002      | Chicago White Sox      | Comiskey Park               |
| Shawn Green     | Los Angeles Dodgers   | 23 de Maio de 2002     | Milwaukee Brewers      | Miller Park                 |
| Carlos Delgado  | Toronto Blue Jays     | 25 de Setembro de 2003 | Tampa Bay Devil Rays   | Skydome                     |
| Josh Hamilton   | Texas Rangers         | 8 de Maio de 2012      | Baltimore Orioles      | Oriole Park at Camden Yards |
| Scooter Gennett | Cincinnati Reds       | 6 de junho de 2017     | St. Louis Cardinals    | Great American Ball Park    |
| J.D. Martinez   | Arizona Diamondbacks  | 4 de setembro de 2017  | Los Angeles Dodgers    | Dodger Stadium              |

## Jogadores que rebateram ao menos um home run em 40 Estádios da Major League
| Jogador         | # de Estádios da MLB | Anos          |
| --------------- | -------------------- | ------------- |
| Sammy Sosa      | 45                   | 1989–2005, 07 |
| Ken Griffey Jr. | 44                   | 1989–2009     |
| Fred McGriff    | 43                   | 1986–2004     |
| Ellis Burks     | 41                   | 1987–2004     |
| Mike Piazza     | 40                   | 1992–2007     |
| Gary Sheffield  | 40                   | 1988–2007     |
| Adrián Beltré   | 40                   | 1998–presente |

## Quatro home runs consecutivos por um time em um jogo
| Time                 | Data                   | Oponente              | Jogadores                                                 | Arremessador                     | Entrada | Local               |
| -------------------- | ---------------------- | --------------------- | --------------------------------------------------------- | -------------------------------- | ------- | ------------------- |
| Milwaukee Braves     | 8 de Junho de 1961     | Cincinnati Reds       | Eddie Mathews, Hank Aaron, Joe Adcock, Frank Thomas       | Jim Maloney (2) Marshall Bridges | 7ª      | Crosley Field       |
| Cleveland Indians    | 31 de Julho de 1963    | Los Angeles Angels    | Woodie Held, Pedro Ramos, Tito Francona, Larry Brown      | Paul Foytack                     | 6ª      | Cleveland Stadium   |
| Minnesota Twins      | 2 de Maio de 1964      | Kansas City Athletics | Tony Oliva, Harmon Killebrew, Bob Allison, Jimmie Hall    | Dan Pfister (3) Vern Handrahan   | 11ª     | Municipal Stadium   |
| Los Angeles Dodgers  | 18 de Setembro de 2006 | San Diego Padres      | Jeff Kent, J. D. Drew, Russell Martin, Marlon Anderson    | Jon Adkins (2) Trevor Hoffman    | 9ª      | Dodger Stadium      |
| Boston Red Sox       | 22 de Abril de 2007    | New York Yankees      | Manny Ramírez, J. D. Drew, Mike Lowell, Jason Varitek     | Chase Wright                     | 3ª      | Fenway Park         |
| Chicago White Sox    | 14 de Agosto de 2008   | Kansas City Royals    | Jim Thome, Paul Konerko, Alexei Ramírez, Juan Uribe       | Joel Peralta (3) Robinson Tejeda | 6ª      | U.S. Cellular Field |
| Arizona Diamondbacks | 11 de Agosto de 2010   | Milwaukee Brewers     | Adam LaRoche, Miguel Montero, Mark Reynolds, Stephen Drew | Dave Bush                        | 4ª      | Miller Park         |
| Washington Nationals | 27 de julho de 2017    | Milwaukee Brewers     | Brian Goodwin, Wilmer Difo, Bryce Harper, Ryan Zimmermann | Michael Blazek                   | 3ª      | Nationals Park      |

## 240 home runs ou mais por um time em uma temporada
| HR  | Time                | Temporada |
| --- | ------------------- | --------- |
| 307 | Minnesota Twins     | 2019      |
| 306 | New York Yankees    | 2019      |
| 288 | Houston Astros      | 2019      |
| 279 | Los Angeles Dodgers | 2019      |
| 267 | New York Yankees    | 2018      |
| 264 | Seattle Mariners    | 1997      |
| 260 | Texas Rangers       | 2005      |
| 257 | Baltimore Orioles   | 1996      |
| 257 | Toronto Blue Jays   | 2010      |
| 253 | Baltimore Orioles   | 2016      |
| 249 | Houston Astros      | 2000      |
| 246 | Texas Rangers       | 2001      |
| 245 | Seattle Mariners    | 1996      |
| 245 | New York Yankees    | 2012      |
| 244 | Seattle Mariners    | 1999      |
| 244 | Toronto Blue Jays   | 2000      |
| 244 | New York Yankees    | 2009      |
| 243 | Oakland Athletics   | 1996      |
| 242 | Chicago White Sox   | 2004      |
| 242 | New York Yankees    | 2004      |
| 241 | New York Yankees    | 2017      |
| 240 | New York Yankees    | 1961      |

## Quinze ou mais grand slams na carreira
| Jogador        | Grand slams | Times e anos |
| -------------- | ----------- | --- |
| Alex Rodriguez | 25          | Seattle Mariners (1994–2000), Texas Rangers (2001–03), New York Yankees (2004–2016) |
| Lou Gehrig     | 23          | New York Yankees (1923–39) |
| Manny Ramírez  | 21          | Cleveland Indians (1993–2000), Boston Red Sox (2001–2008), Los Angeles Dodgers (2008–2010), Chicago White Sox (2010), Tampa Bay Rays (2011)                                                       |
| Eddie Murray   | 19          | Baltimore Orioles (1977–88, 1996), Los Angeles Dodgers (1989–91, 1997), New York Mets (1992–93), Cleveland Indians (1994–96), Anaheim Angels (1997)                                               |
| Willie McCovey | 18          | San Francisco Giants (1959–73, 1977–80), San Diego Padres (1974–76), Oakland Athletics (1976) |
| Robin Ventura  | 18          | Chicago White Sox (1989–98), New York Mets (1999–2001), New York Yankees (2002–03), Los Angeles Dodgers (2003–04)                                                                                 |
| Jimmie Foxx    | 17          | Philadelphia Athletics (1925–35), Boston Red Sox (1936–42), Chicago Cubs (1942, 1944), Philadelphia Phillies (1945)                                                                               |
| Ted Williams   | 17          | Boston Red Sox (1939–42, 1946–60) |
| Babe Ruth      | 16          | Boston Red Sox (1914–19), New York Yankees (1920–34), Boston Braves (1935) |
| Henry Aaron    | 16          | Milwaukee/Atlanta Braves (1954–74), Milwaukee Brewers (1975–76) |
| Dave Kingman   | 16          | San Francisco Giants (1971–74), New York Mets (1975–77, 1981–83), San Diego Padres (1977), California Angels (1977), New York Yankees (1977), Chicago Cubs (1978–80), Oakland Athletics (1984–86) |

## Doze ou maiswalk-off home runsna carreira
| Jogador        | Walk-off HRs | Times e anos |
| -------------- | ------------ | --- |
| Jim Thome      | 13           | 1991–02, 2011 (Cleveland Indians), 2003–05, 2012 (Philadelphia Phillies) 2006–09 (Chicago White Sox), 2009 (Los Angeles Dodgers), 2010-11 (Minnesota Twins), 2012 (Baltimore Orioles) |
| Albert Pujols  | 12           | 2001-11 (St. Louis Cardinals), 2012-Present (Los Angeles Angels of Anaheim) |
| Jimmie Foxx    | 12           | 1925–35 (Philadelphia Athletics), 1936–42 (Boston Red Sox), 1942, 1944 (Chicago Cubs), 1945 (Philadelphia Phillies)                                                                   |
| Mickey Mantle  | 12           | 1951–68 (New York Yankees) |
| Stan Musial    | 12           | 1941–44, 1946–63 (St. Louis Cardinals) |
| Frank Robinson | 12           | 1956–65 (Cincinnati Reds), 1966–71 (Baltimore Orioles), 1972 (Los Angeles Dodgers), 1973–74 (California Angels), 1974–76 (Cleveland Indians)                                          |
| Babe Ruth      | 12           | 1914–19 (Boston Red Sox), 1920–34 (New York Yankees), 1935 (Boston Braves) |

## Cinco ou mais grand slams em uma temporada
| Jogador       | GS | Time                | Temporada |
| ------------- | -- | ------------------- | --------- |
| Don Mattingly | 6  | New York Yankees    | 1987      |
| Travis Hafner | 6  | Cleveland Indians   | 2006      |
| Ernie Banks   | 5  | Chicago Cubs        | 1955      |
| Jim Gentile   | 5  | Baltimore Orioles   | 1961      |
| Richie Sexson | 5  | Seattle Mariners    | 2006      |
| Albert Pujols | 5  | St. Louis Cardinals | 2009      |

## Dois grand slams por um jogador em um jogo
| Jogador           | Data                  | Time                 | Time Oponente          | Placar | GS na Carreira | Ref(s)        |
| ----------------- | --------------------- | -------------------- | ---------------------- | ------ | -------------- | ------------- |
| Tony Lazzeri†     | 24 de Maio de 1936    | New York Yankees     | Philadelphia Athletics | 25–2   | 8              | [ 53 ] [ 54 ] |
| Jim Tabor         | 4 dde Julho de 1939   | Boston Red Sox       | Philadelphia Athletics | 18–12  | 7              | [ 55 ]        |
| Rudy York         | 27 de Julho de 1946   | Boston Red Sox       | St. Louis Browns       | 13–6   | 12             | [ 56 ]        |
| Jim Gentile       | 9 de Maio de 1961     | Baltimore Orioles    | Minnesota Twins        | 13–5   | 6              | [ 57 ]        |
| Tony Cloninger    | 3 de Julho de 1966    | Atlanta Braves       | San Francisco Giants   | 17–3   | 2              | [ 58 ]        |
| Jim Northrup      | 24 de Junho de 1968   | Detroit Tigers       | Cleveland Indians      | 14–3   | 8              | [ 59 ]        |
| Frank Robinson†   | 26 de Junho de 1970   | Baltimore Orioles    | Washington Senators    | 12–2   | 8              | [ 60 ] [ 61 ] |
| Robin Ventura     | 4 de Setembro de 1995 | Chicago White Sox    | Texas Rangers          | 14–3   | 18             | [ 62 ]        |
| Chris Hoiles      | 14 de Agosto de 1998  | Baltimore Orioles    | Cleveland Indians      | 15–3   | 8              | [ 63 ]        |
| Fernando Tatís    | 23 de Abril de 1999   | St. Louis Cardinals  | Los Angeles Dodgers    | 12–5   | 8              | [ 64 ]        |
| Nomar Garciaparra | 10 de Maio de 1999    | Boston Red Sox       | Seattle Mariners       | 12–4   | 7              | [ 65 ]        |
| Bill Mueller      | 29 de Julho de 2003   | Boston Red Sox       | Texas Rangers          | 14–7   | 4              | [ 66 ]        |
| Josh Willingham‡  | 27 de Julho de 2009   | Washington Nationals | Milwaukee Brewers      | 14–6   | 6              | [ 67 ]        |

## Três grand slams por um time em um jogo
| Time             | Jogadores                                        | Data                 | Oponente          | Local          |
| ---------------- | ------------------------------------------------ | -------------------- | ----------------- | -------------- |
| New York Yankees | Robinson Canó, Russell Martin, Curtis Granderson | 25 de Agosto de 2011 | Oakland Athletics | Yankee Stadium |

## Mais home runs em apenas um dia (todos os times combinados)
| Número de home runs | Data               |
| ------------------- | ------------------ |
| 62                  | 2 de Julho de 2002 |

## Mais walkoff home runs em uma temporada (todos times combinados)
| Número de walkoff home runs | Ano  |
| --------------------------- | ---- |
| 98                          | 2018 |